# Jeon Hye-jin (attrice 1976)
Jeon Hye-jin (전혜진?; 10 agosto 1976) è un'attrice sudcoreana.

## Vita privata
Jeon Hye-jin ha sposato il suo collega Lee Sun-kyun nel 2009. La coppia ha avuto due figli, nati rispettivamente nel novembre 2009 e nell'agosto 2011.

## Filmografia

### Cinema
- Jokyineun yiyagi (죽이는 이야기?), regia di Yeo Kyun-dong (1998)
- Gojitmal (거짓말?), regia di Jang Sun-woo (2000)
- Haengbokhan jangeuisa (행복한 장의사?), regia di Jang Moon-il (2000)
- Jeonggeul jyuseu (정글쥬스?), regia di Jo Min-ho (2002)
- Annyeong, hyeonga (안녕, 형아?), regia di Lim Tai-hyung (2005)
- Nae saengae kajang areumdawun iljuil (내 생애 가장 아름다운 일주일?), regia di Min Kyu-dong (2005)
- Sebeonjjae sinseon (세번째 시선?), regia di Kim Hyun-pil, No Dong-seok, Kim Gok, Kim Sun, Jeong Yoon-chul, Lee Mi-yeon e Hong Ki-seon (2006)
- Janhokhan chulgeun (잔혹한 출근?), regia di Kim Tae-yoon (2006)
- Sebeonjjae sinseon (세번째 시선?), regia di Kim Hyun-pil, no dong (2006)
- Geu nom moksori (그놈 목소리?), regia di Park Jin-pyo (2007)
- Sayangkoldong yangkwajajeom aentikeu (서양골동양과자점 앤티크?), regia di Min Kyu-dong (2008)
- Kichin (키친?), regia di Hong Ji-young (2009)
- Jageun yeonmot (작은 연못?), regia di Lee Sang-woo (2010)
- The Terror, Live (더 테러 라이브?), regia di Kim Byung-woo (2013)
- Inganjoongdok (인간중독?), regia di Kim Dae-woo (2014)
- Heosamgwan (허삼관?), regia di Ha Jung-woo (2015)
- Sado (사도?), regia di Lee Joon-ik (2015)
- Robot, sori (로봇, 소리?), regia di Lee Ho-jae (2016)
- Boolhandang: nabbeun nomdeului sesang (불한당: 나쁜 놈들의 세상?), regia di Byun Sung-hyun (2017)
- A Taxi Driver (택시 운전사?, Taeksi unjeonsa), regia di Jang Hun (2017)
- Si-in-ui sarang (시인의 사랑?), regia di Kim Yang-hee (2017)
- Heesaengboohwalja (희생부활자?), regia di Kwak Kyung-taek (2017)
- Ppaengban (뺑반?), regia di Han Jun-hee (2019)
- Beast (비스트?), regia di Lee Jung-ho (2019)
- Ashfall - The Final Countdown (백두산?, BaekdusanLR), regia di Lee Hae-jun e Kim Byung-seo (2019)
- Hunt (헌트?), regia di Lee Jung-jae (2022)

### Televisione
- Mi-anhada, saranghanda (미안하다, 사랑한다?) – serie TV (2004)
- Romance Hunter (로맨스 헌터?) – serie TV (2007)
- Misty (미스티?) – serie TV (2018)
- Geomsaeg-eoreul imnyeokhase-yo: WWW (검색어를 입력하세요: WWW?) – serie TV (2019)
- Bimilui soop 2 (비밀의 숲 2?) – serie TV (2020)